# Авдей
Авде́й (рос. Авдей) — село у складі Читинського району Забайкальського краю, Росія. Входить до складу Шишкинського сільського поселення.

## Населення
Населення — 179 осіб (2010; 222 у 2002).
Національний склад (станом на 2002 рік):
- буряти — 96 %